# Sénégal aux Jeux olympiques d'été de 1964
Le Sénégal participe pour la première fois aux Jeux olympiques d'été à Tokyo en 1964. Il est représenté par douze athlètes.

## Athlétisme
Mansour Dia devient le premier sénégalais à se qualifier pour une finale olympique en terminant à la 10e place de la séance de qualifications du triple saut (15,84 m).
Dans les courses individuelles, tous les athlètes sénégalais sont éliminés en série. Seul le relais 4x100m parvient à se hisser en demi-finale.
| Athlète                                                       | Épreuve     | Séries       | Séries | Quarts de finale | Quarts de finale | Demi-finales | Demi-finales | Finale   | Finale |
| Athlète                                                       | Épreuve     | Résultat     | Rang   | Résultat         | Rang             | Résultat     | Rang         | Résultat | Rang   |
| ------------------------------------------------------------- | ----------- | ------------ | ------ | ---------------- | ---------------- | ------------ | ------------ | -------- | ------ |
| Bassirou Doumbia                                              | 100 m       | 11 s 0       | 5e     | NC               | NC               | NC           | NC           | NC       | NC     |
| Abdoulaye N'Diaye                                             | 100 m       | 11 s 0       | 7e     | NC               | NC               | NC           | NC           | NC       | NC     |
| Alioune Sow                                                   | 200 m       | 21 s 9       | 5e     | NC               | NC               | NC           | NC           | NC       | NC     |
| Amadou Gakou                                                  | 400 m       | 50 s 1       | 7e     | NC               | NC               | NC           | NC           | NC       | NC     |
| Mamadou Sarr                                                  | 400 m haies | 53 s 2       | 6e     | NC               | NC               | NC           | NC           | NC       | NC     |
| Malang Mané Bassirou Doumbia Malick Diop Alioune Sow          | 4 × 100 m   | NC           | NC     | 40 s 5           | 4e               | 40 s 2       | 6e           | NC       | NC     |
| Daour M'baye Guèye Mamadou Ndiaye Mambaye Ndiaye Daniel Thiaw | 4 × 400 m   | 3 min 12 s 5 | 6e     | NC               | NC               | NC           | NC           | NC       | NC     |

Concours
| Athlète     | Épreuve     | Qualification | Qualification | Finale   | Finale |
| Athlète     | Épreuve     | Distance      | Rang          | Distance | Rang   |
| ----------- | ----------- | ------------- | ------------- | -------- | ------ |
| Mansour Dia | Triple saut | 15,84 m       | 10e           | 15,44 m  | 13e    |